# Orphinus saundersi
Orphinus saundersi es una especie de escarabajo de piel del género Orphinus, de la familia Dermestidae, orden Coleoptera. Cuenta con un cuerpo relativamente diminuto y ovalado.

## Distribución
Se distribuye por Asia: en Singapur.

## Taxonomía
Fue descrita por Háva en 2015.